# Ermita de Sant Antoni (Alcalà de Xivert)
L'Ermita de Sant Antoni de Pàdua d'Alcalà de Xivert està situada a la part meridional de la zona costanera d'Alcossebre, al nucli poblacional de Capicorb, molt a prop del terme de Torreblanca i a la vora del mar. Dista 10 km d'Alcalà de Xivert. Ha estat qualificada com a Bé de Rellevància Local amb la categoria de Monument d'Interès Local.

## Història

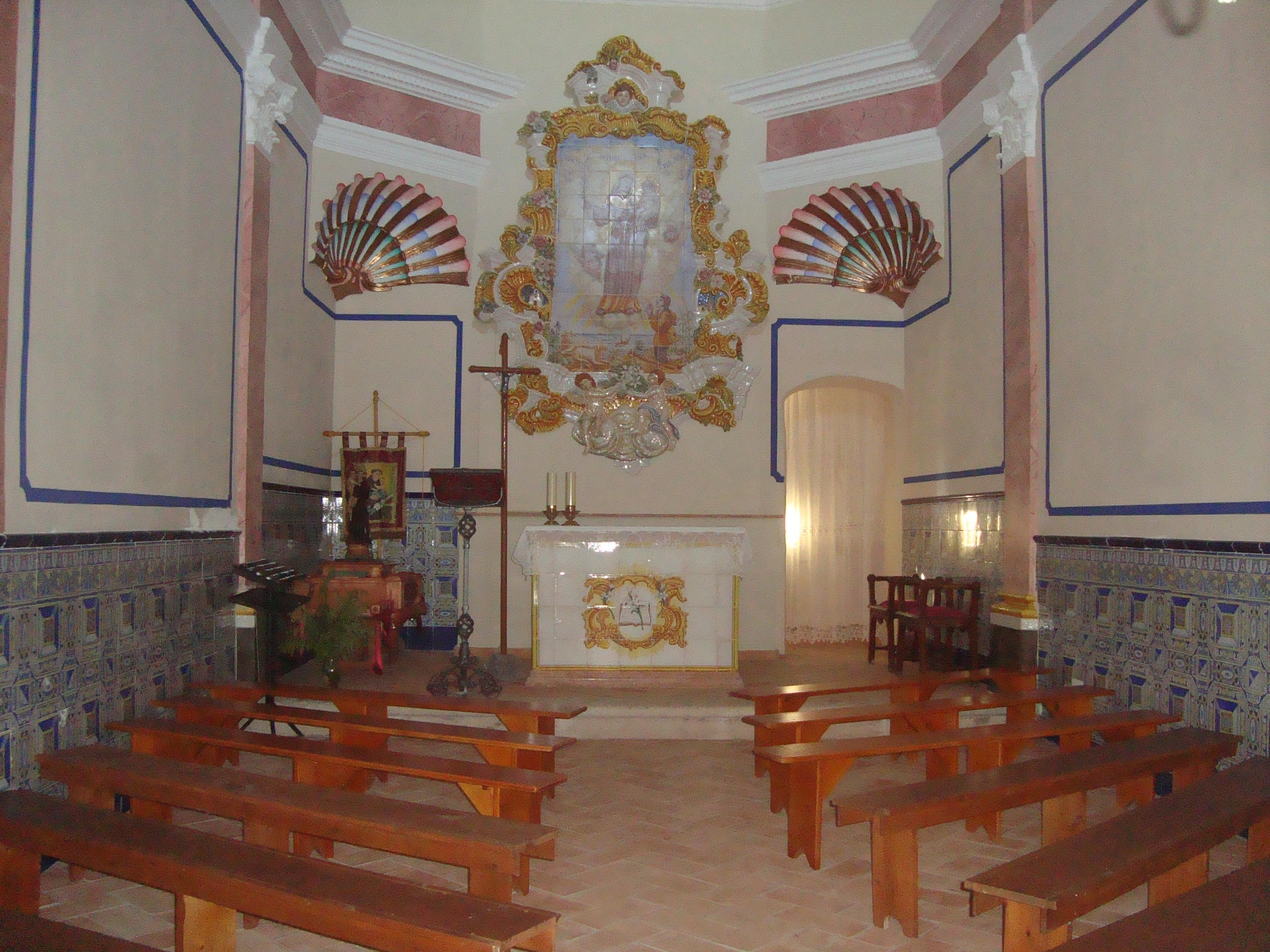
Ermita de Sant Antoni de Pàdua de Capicorb

En 1690 es va trobar en la platja una imatge de Sant Antoni de Pàdua i en 1773, Gabriel Ebrí, prevere beneficiat de l'església parroquial d'Alcalà de Xivert, construeix l'ermita, que fou beneïda el 19 de gener de 1774.
A finals de novembre o principis de desembre de 1780 mor Gabriel Ebrí, i en el seu darrer testament, a més d'unes propietats atorgades per al manteniment del culte, deixa també una imatge del sant que és la que actualment es troba a l'ermita.
El 2011 l'ermita fou restaurada i al presbiteri es va col·locar un retaule ceràmic obra de Josep Lluís Estanislao.

## Arquitectura
La porta és de carreus llisos protegida per una porxada de construcció posterior. Al damunt, una finestra oval i, rematant el frontis, una espadanya.
L'ermita té una sola nau coberta per volta de canó, de dos trams amb llunetes decorades de finestres segues emmarcades de rocalla. La rocalla s'estén per mènsules i florons. Les parets es protegeixen amb un sòcol de taulells. El presbiteri, vuitavat, presenta un altar molt senzill, amb un retaule ceràmic del sant. A un lateral del presbiteri esta col·locada l'estàtua rococó de meitat del segle xviii del sant.

## Festivitat
Se celebra el diumenge següent al 25 de juliol, festivitat de sant Jaume el Major.